# Budín de pan y mantequilla

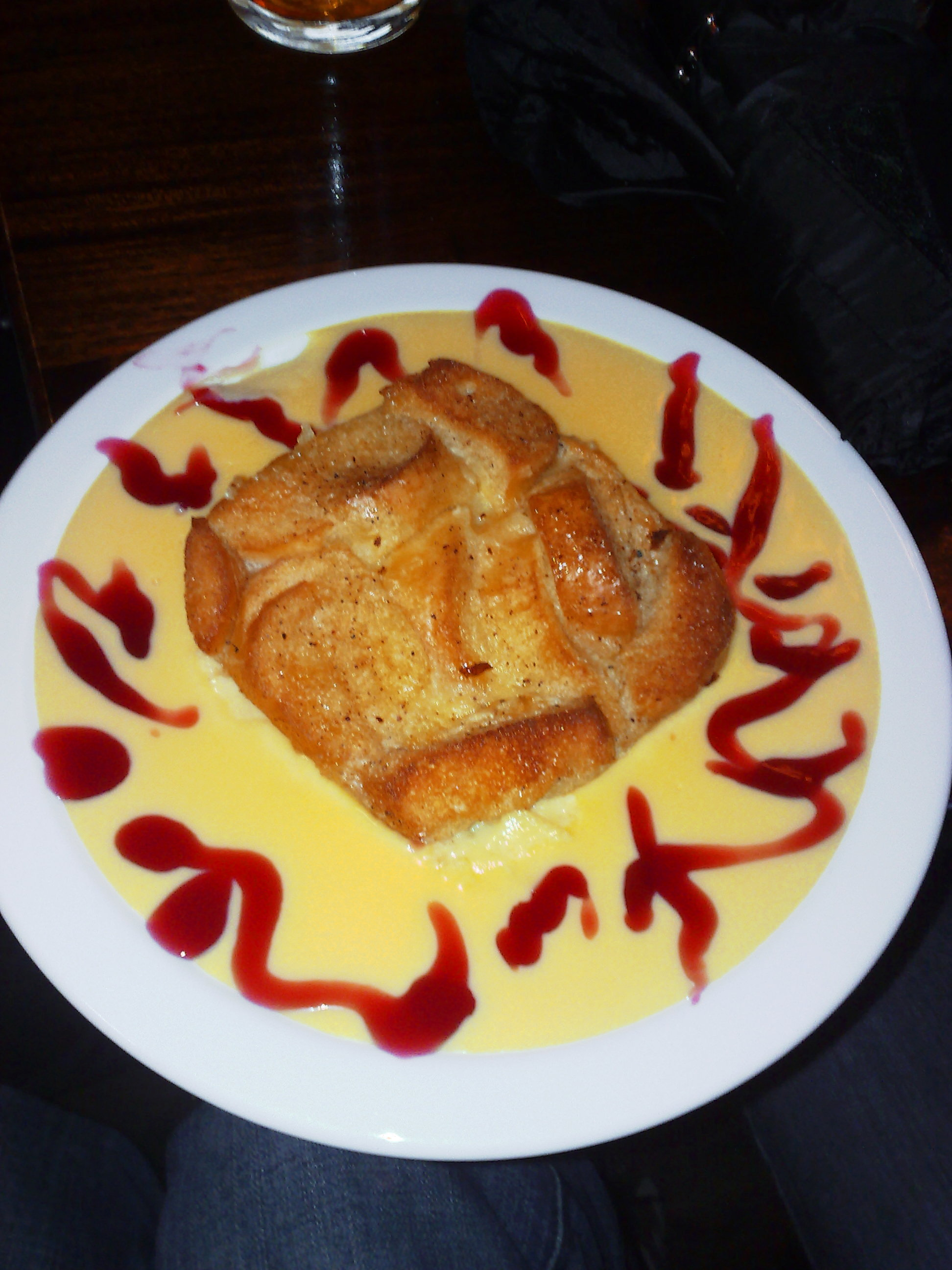
Budín de pan y mantequilla con natillas.

El budín de pan y mantequilla (en inglés bread and butter pudding) es un postre tradicional popular en la gastronomía del Reino Unido.
Se elabora apilando rebanadas de pan con mantequilla y algunas pasas en una fuente para horno en la que se ha vertido una mezcla de huevo y leche, normalmente condimentado con nuez moscada (a veces vainilla u otras especias). Entonces se hornea y se sirve. Algunos lo acompañan con natillas o crema, pero a menudo el budín es lo suficientemente jugoso por dentro como para tomarse sin salsa.
Aunque el budín suele asociarse con la comida para niños y la servida en escuelas, algunas recetas añaden una parte de cerveza. A veces se unta sobre el pan mermelada, jalea u otras conservas de frambuesa, fresa, arándanos o mezcla de frutas, además de mantequilla, obteniendo así un postre más dulce. Otras variantes modernas incluyen añadir manzana a la mezcla de huevo y leche, y usar tipos de pan especiales (como brioche) en su elaboración.
Un budín dulce muy parecido que emplea tuétano en lugar de mantequilla se preparaba en Inglaterra en el siglo XVII y recibía el nombre de whitepot pudding o marrow pudding.